# Коломийський замок
Коломийський замок — ймовірно, збудований у XIV столітті за часів правління польського короля Казимира Великого.

## Історія
1411 року твердиня Коломия і Покуття були заставлені польським королем Владиславомвоєводі Молдови Ягайлом Олександру. 1436 року ці землі повернулися до польської Корони. 1448 року польський король Казимир IV Ягеллончик, зглянувшись над долею своєї тітки Марії, вдови Іллі, воєводи Мунтенії, подарував їй цей замок як маєток. 1531 року фортеця була захоплена в воєводою Молдови Петром, а потім кримськими татарами.

## Архітектура
У описі 1627 року споруда описана так: замок був з трьох боків оточений валом, на якому стояв паркан, а з четвертого боку був частокіл; було дві невеликі вежі з брамою-бар'єром; замок не мав гармат. А ось опис за записом 1664 року: замок стояв далеко від міста, був оточений валом, а на валу стояв паркан; замок мав дерев'яні будівлі. За описом 1869 року, місто раніше мало сильно укріплений замок і тому було вразливим до ворожих нападів. У 1786 році слідами замку були земляні вали.